# Cotton (CK), Pennink, Lawrie, Steel & Partners
Cotton (CK), Pennink, Lawrie & Partners is een Engelse firma, die over de hele wereld golfbanen ontwerpt en aanlegt.
Partners waren C.K. Cotton, J.J.F. Pennink en C.D. Lawrie. In 1965 kwam D.M.A. Steel bij de firma,  Donald Steel was partner van 1969 - 1987, de firmanaam werd toen Cotton (CK), Pennink, Lawrie, Steel & Partners. Steel verliet de firma in 1987 om een eigen bedrijf te beginnen.

Partners waren ook John Harris (Engeland), P. Mancinelli (Italië) en T. H. Ostermann (Duitsland). 

## Banen in Nederland
Vooral Frank Pennink en Donald Steel kwamen regelmatig naar Nederland. Door hun firma werden ongeveer twintig banen in Nederland aangelegd, waaronder Golfclub Efteling, Drentse Golfclub De Gelpenberg, Goese Golf Club, Golfclub de Haar, Golfclub Havelte, Golfclub De Hoge Kleij, Kennemer Golf & Country Club (de A-baan), Golf & Country Club Lauswolt, Noord-Nederlandse Golf & Country Club (uitbreiding naar 18 holes), Noordwijkse Golfclub, Rijswijkse Golfclub, Rosendaelsche Golfclub, Sallandsche Golfclub 'de Hoek', Golf & Country Club Winterswijk, Golfclub Wouwse Plantage en Golfclub Zeegersloot (eerste 9 holes).

## Banen buiten Nederland
De meeste banen die de firma ontwierp, liggen in het Verenigd Koninkrijk, maar tientallen liggen daarbuiten.

Frank Pennink en Charles Lawrie ontwierpen in 1974 de baan van Ballyliffin, de meest Noordelijke golfclub van Ierland.

Lawrie werd ook benaderd om de Duke's Course in Woburn aan te leggen. In 1979 werd de Dunlop Masters daar gespeeld. Het Ladies Open van de Ladies European Tour wordt op Woburn gespeeld.